# Ikervár, Vas
Ikervár  este un sat în districtul Sárvár, județul Vas, Ungaria, având o populație de 1.786 de locuitori (2011). 

## Demografie
Componența etnică a satului Ikervár
     Maghiari (98,46%)
     Necunoscut (0,2%)
     Alții (1,34%)
Componența confesională a satului Ikervár
     Romano-catolici (68,25%)
     Fără religie (3,3%)
     Reformați (1,68%)
     Luterani (1,12%)
     Necunoscută (25,64%)
     Alte religii (0,39%)
Conform recensământului din 2011, satul Ikervár avea 1.786 de locuitori. Din punct de vedere etnic, majoritatea locuitorilor (98,46%) erau maghiari. Apartenența etnică nu este cunoscută în cazul a 0,2% din locuitori.  Din punct de vedere confesional, majoritatea locuitorilor (68,25%) erau romano-catolici, existând și minorități de persoane fără religie (3,3%), reformați (1,68%) și luterani (1,12%). Pentru 25,64% din locuitori nu este cunoscută apartenența confesională.